# Hajrudin
Hajrudin ist ein bosnischer Familienname und ein männlicher Vorname.

## Namensträger

### Familienname
- Mimar Hajrudin, auch Mimar Hayreddin (15.–16. Jh.), osmanischer Architekt

### Vorname
- Hajrudin Catic (* 1975), bosnischer Fußballspieler
- Hajrudin Saračević (1949–2022), jugoslawischer Fußballspieler
- Hajrudin Udvinćić (* 1970), bosnischer Turbofolksänger, siehe Hazre
- Hajrudin Varešanović (* 1961), bosnischer Sänger
- Hajrudin Vejzović (* 2000), bosnischer Leichtathlet

#### Form „Hajredin“
- Hajredin Çeliku (1927–2005), albanischer Politiker
- Hajredin Kuçi (* 1971), kosovarischer Politiker